# Bessunger Turnhalle

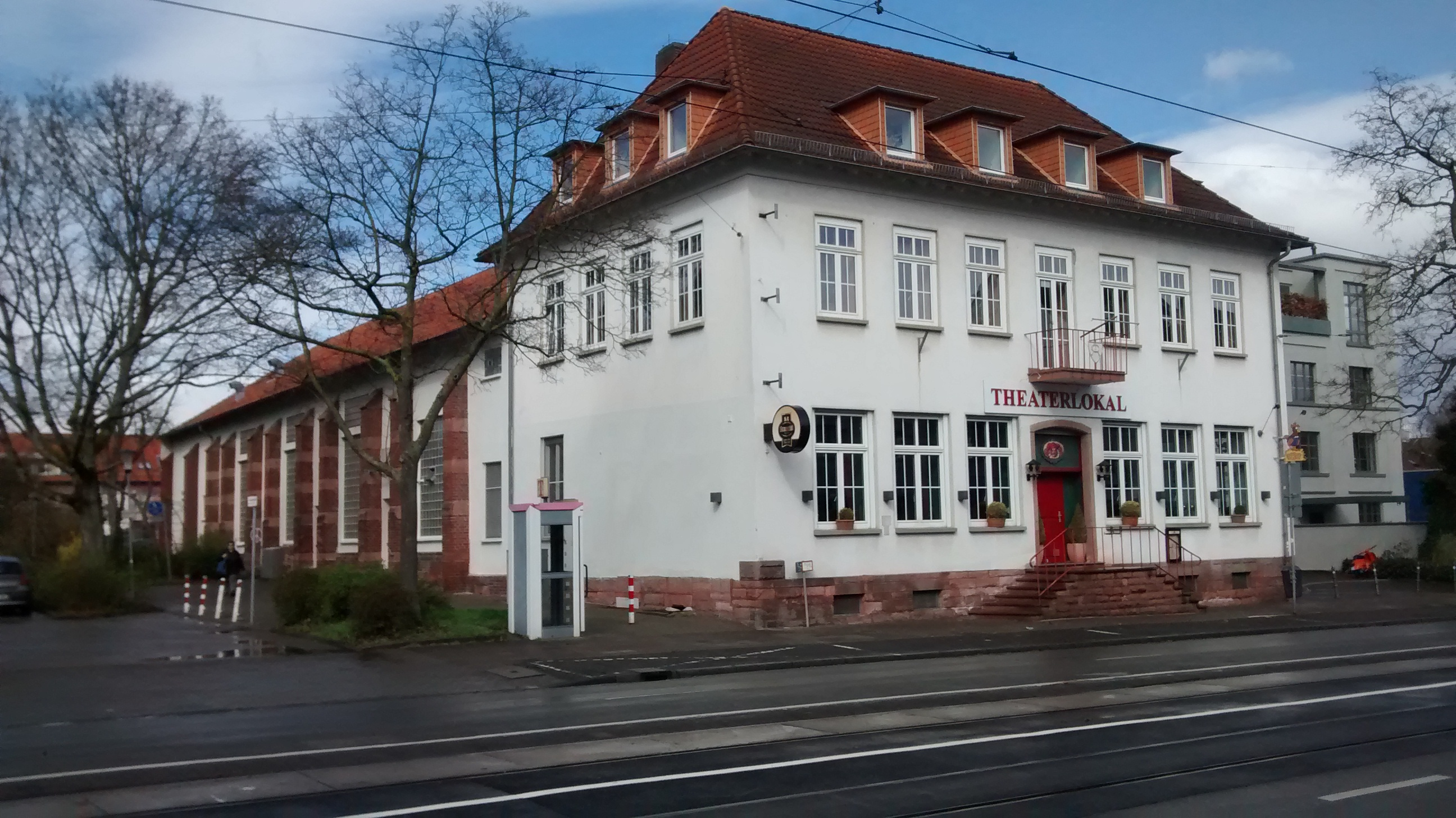
Bessunger Turnhalle 2015, Theaterlokal der Comedy Hall

Die Bessunger Turnhalle wurde 1899/1900 nach dem Entwurf des Architekten Reinhardt Ferdinand Albert Has (1850–1940) in Darmstadt-Bessungen errichtet. Gebaut wurde sie für die TG 1865 Bessungen, den größten Sportverein im Stadtteil und zugleich einen der ältesten in Darmstadt. Sie befindet sich in der Heidelberger Straße 131. Der ursprüngliche Bau ist dem Historismus zuzurechnen. Heute beherbergt das Comedy Hall genannte Nachkriegsgebäude ein komödiantes Mundart-Puppentheater.

## Geschichte

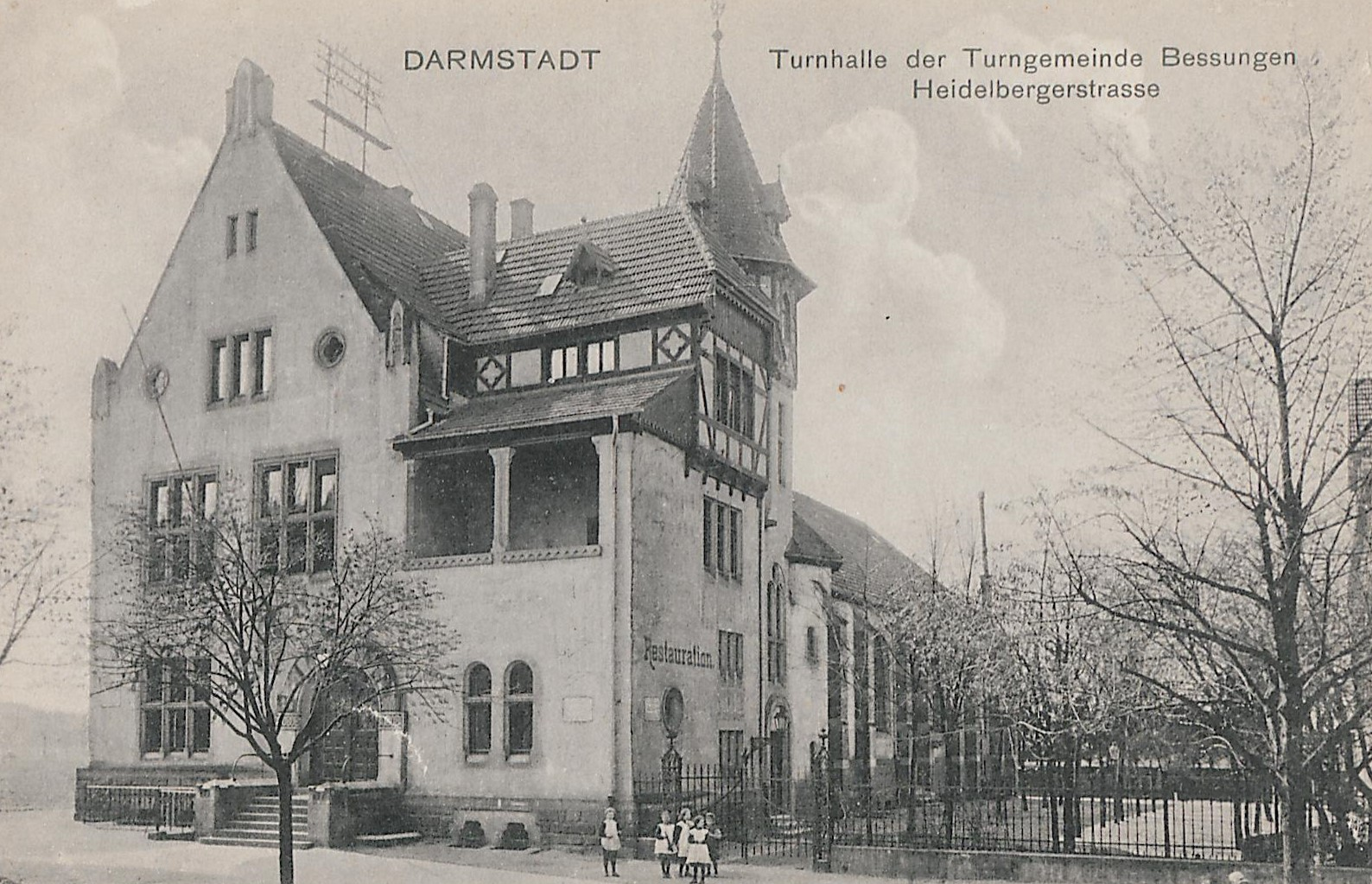
Turnhalle der Turngemeinde Bessungen um 1900, Entwurf Reinhardt Ferdinand Albert Has

Das Gebäude weist eine wechselvolle Geschichte auf. Hier wurden Aufnahmeanträge für Organisationen wie die SA gestellt und entgegengenommen. In der Turnhalle befand sich ab 1943 ein Lager für ca. 30 Zwangsarbeiter aus Belgien und den Niederlanden, die für die Firma Carl Schenck AG arbeiten mussten.
Der Bau wurde im Zweiten Weltkrieg beim Luftangriff auf Darmstadt zerstört. Von 1949 bis 1953 erfolgte der Wiederaufbau nach dem Entwurf von Oberbaudirektor Peter Grund. Die Bauarbeiten erfolgten in mehreren Etappen und wurden von Mitgliedern der Bessunger Vereine, der TG 1865 Bessungen, dem Karnevalsverein 1905 und dem Gesangsverein Einigkeit mit Unterstützung der Stadtverwaltung durchgeführt. Die Einweihung fand am 14. November 1953 statt. Damit wurde die Halle nach dem Zweiten Weltkrieg zu der ersten funktionsfähigen Versammlungsstätte der Stadt.
1968 kamen öffentliche Dusch- und Wannenbäder hinein, da die Wohnungen in diesem Stadtteil oftmals nicht über eigene Bäder verfügten.
Die Turnhalle entwickelte sich zu einem Zentrum der Bessunger Vereinstätigkeit, die sich nicht nur auf das Sportliche erstreckte. Einige Jahre gab es am Rosenmontag den Jazzbandball in der Bessunger Turnhalle. Am 13. November 1971 zeichnete die Prog-Rock-Gruppe Nektar hier Liveaufnahmen auf, die unter dem Namen A Tab In The Ocean veröffentlicht wurden. Damals musste die Polizei die Halle wegen Überfüllung schließen. Am 2. April 1977 gastierte Kraan. 1994 wies die Halle jedoch gravierende Brandschutzmängel auf. Ein Umbau für Turnzwecke wurde ausgeschlossen, obwohl sich das Gebäude im Eigentum der TG 1865 Darmstadt befand und noch immer befindet. Vielmehr erfolgte ein Umbau zu einem Varieté mit Theaterlokal, das seit 1996 die Comedy Hall GmbH mit dem Kikeriki-Theater nutzt. Auf dem Programm des Puppentheaters stehen Märchenstücke für Kinder. Der Schwerpunkt liegt jedoch auf  komödiantischen Stücken für Erwachsene, bei denen Puppen und Menschen auftreten. Die Stücke werden vom Ensemble entwickelt und in Darmstädter Mundart aufgeführt.

## Trivia
Für den ursprünglichen Bau veranschlagte man 1898 eine Bausumme von 64.000 Mark, die sich bei der Fertigstellung auf 102.000 Mark gesteigert hatte. Deshalb erhielt der hofseitige Turm im Volksmund den Namen „Hypothekentürmchen“.
Heute befindet sich ein Teil des Parkettbodens der Nachkriegshalle in einem Privathaus nahe der Orangerie in Bessungen. Das Privathaus wurde etwa zeitgleich mit „der Hall“ umgebaut. Das alte Parkett der Turnhalle lag schon zur Abholung für die Entsorgung bereit. Der zufällig vorbeiradelnde Bauherr des Privathauses organisierte einen Lkw, lud das Holz kurzerhand ein, säuberte und verlegte es.